# Sarandsch
Sarandsch (Paschtu/Dari: زرنج, DMG Zaranǧ; englisch transkribiert Zaranj) ist die Hauptstadt der afghanischen Provinz Nimrus. Die Stadt liegt an der Grenze zu Iran. Die Einwohnerzahl der Stadt liegt (Stand 2022) bei 68.020. Die Stadt ist ein bedeutendes Handelszentrum.
Der Flughafen Sarandsch liegt am nordöstlichen Stadtrand.

## Geschichte
Das historische Sarandsch war die Hauptstadt der Saffariden und lag an der Seidenstraße. Eine breite Straße führte nach Herat und nach Kandahar.
Sarandsch wurde von etwa 1995 bis 2001 von den Taliban kontrolliert. Am 6. August 2021 wurde Sarandsch zum zweiten Mal von den Taliban erobert. Nach dem Abzug der NATO-Truppen 2021 war Sarandsch die erste Provinzhauptstadt, welche die Taliban einnahmen. Die Regierungstruppen überließen die Stadt kampflos den Taliban.

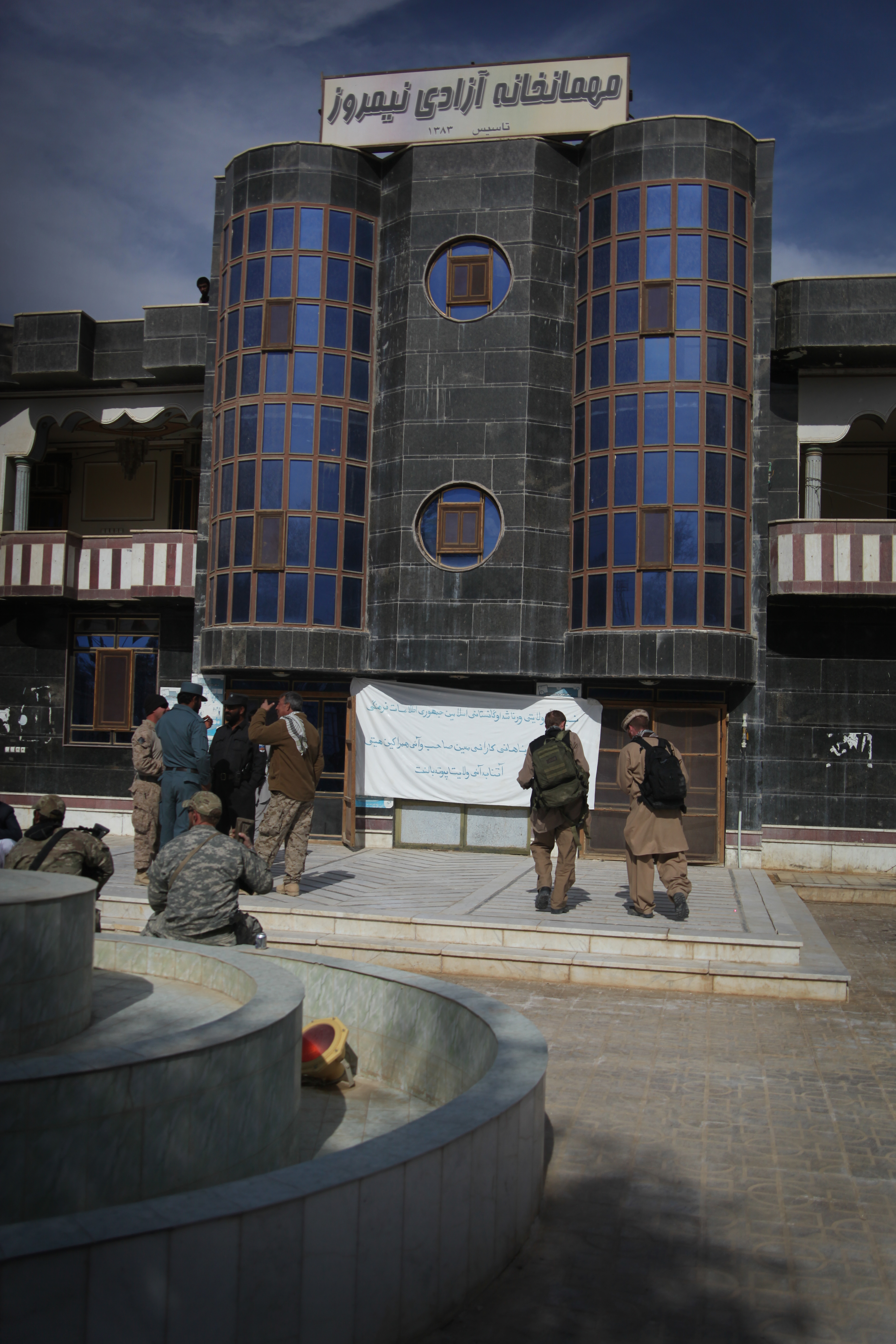
Offizielles Gästehaus des Gouverneurs von Nimrus in Sarandsch, 2011
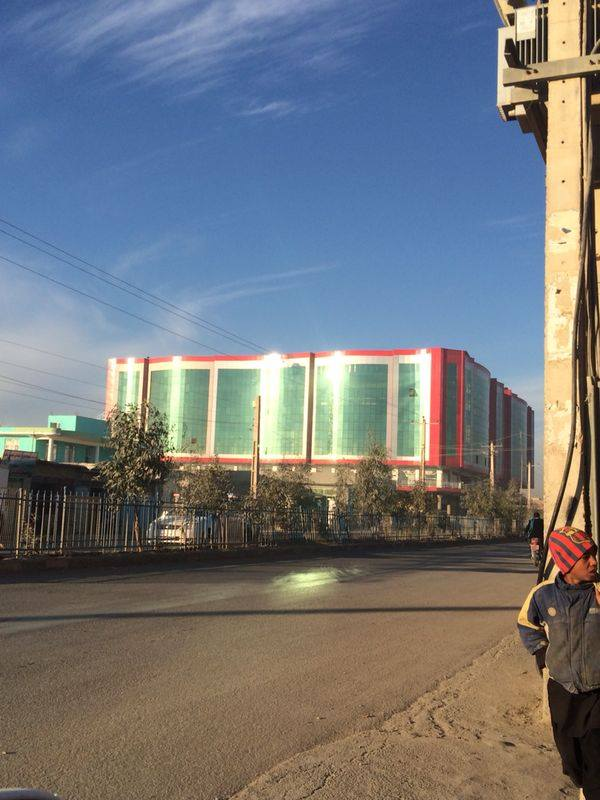
Gebäude in Sarandsch, 2015
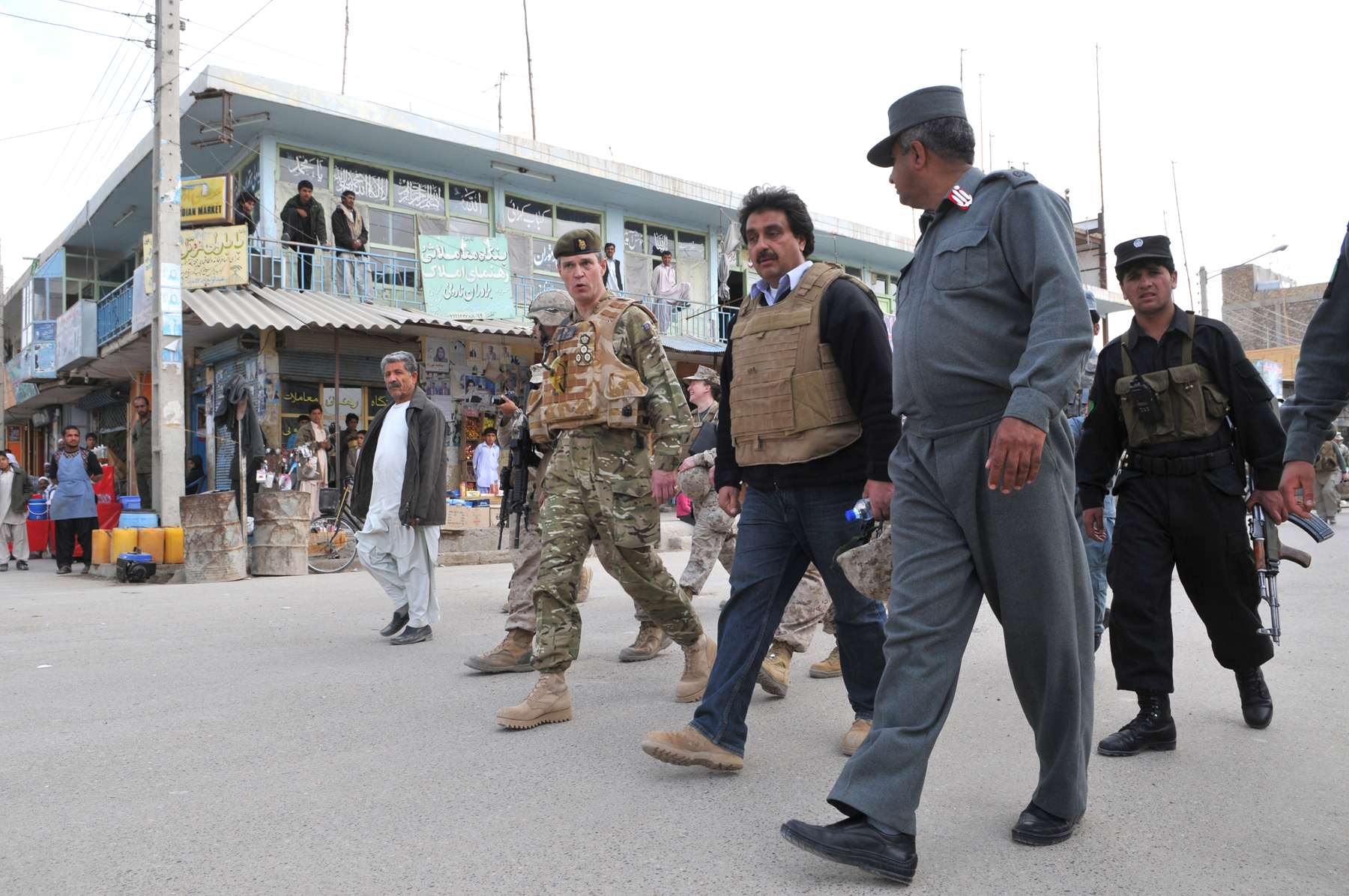
Der englische Brigadegeneral George Norton, stellvertretender Befehlshaber des Regionalkommandos Südwest, geht mit dem Provinz-Gouverneur Abdul Karim Barahawi 2011 durch den Mushtark-Basar
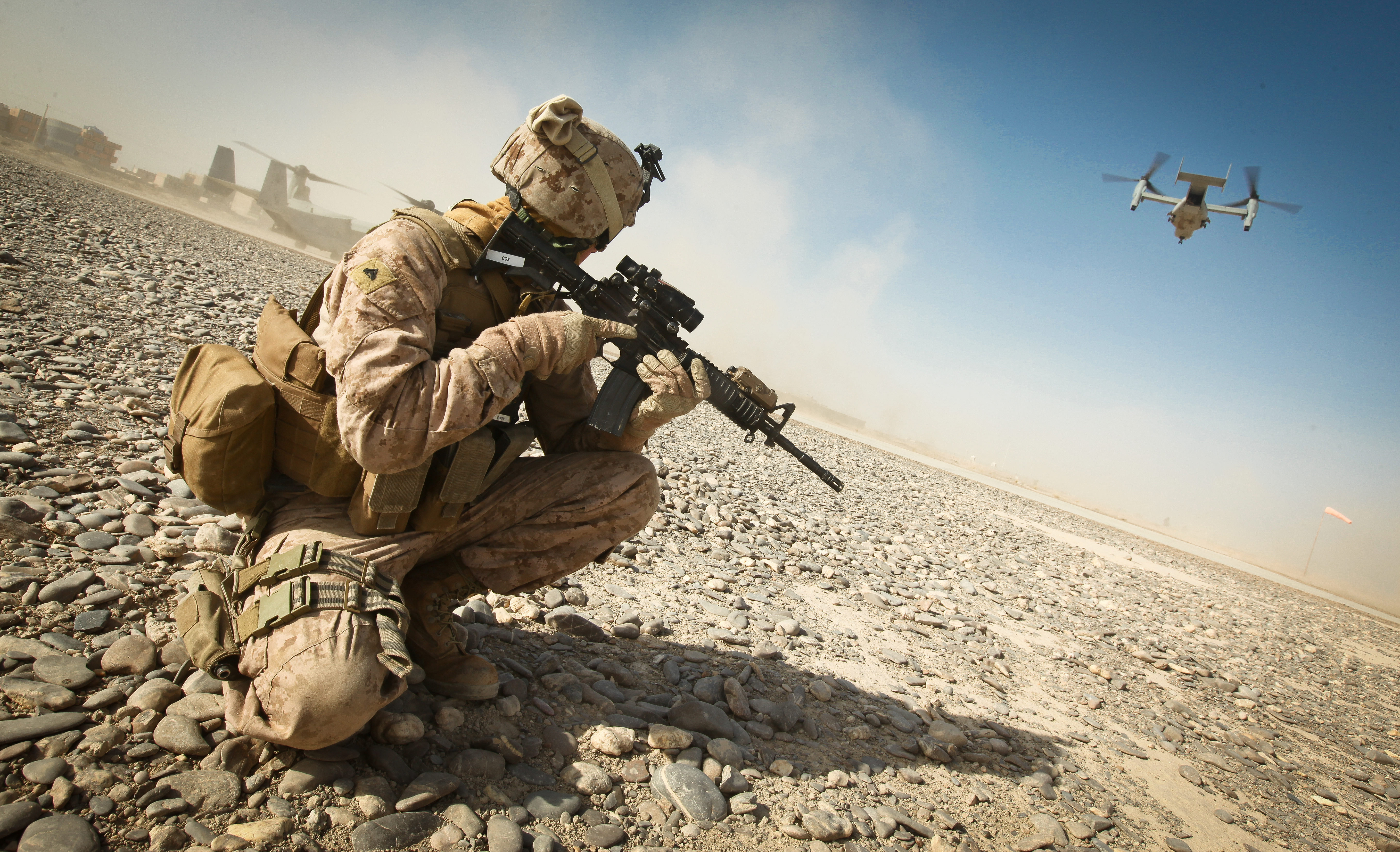
US Marine mit zwei Bell-Boeing V-22 Ospreys im Hintergrund in Sarandsch
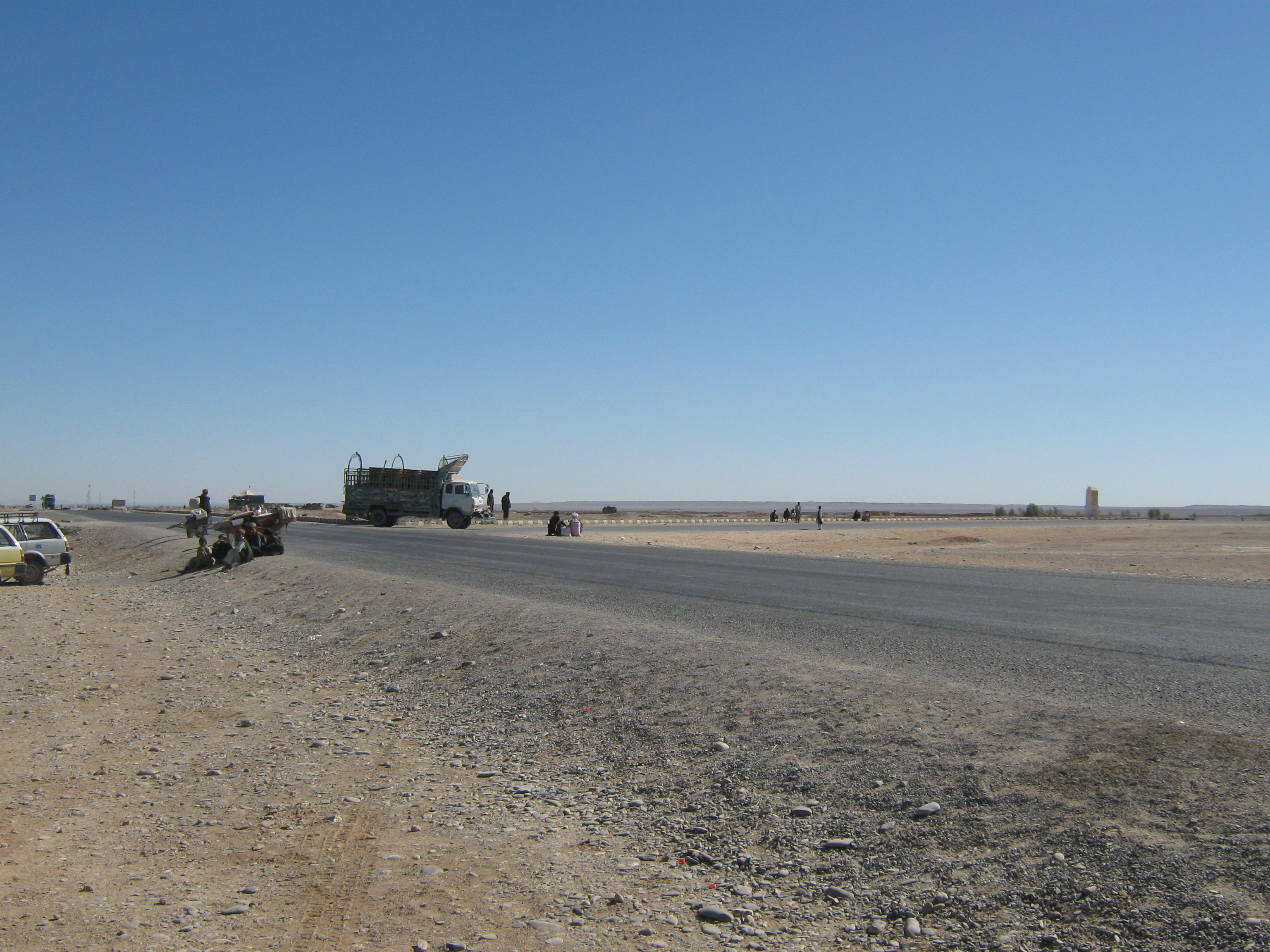
Weg nach Sarandsch, 2009